# Gor Sujyan
Gor Sujyan (ar: Գոռ Սուջյան, Ereván, 25 de julio de 1987) es un cantante armenio, vocalista principal de la banda Dorians, con la que representó a su país en el Festival de la Canción de Eurovisión 2013, interpretando la canción "Lonely Planet", cuya música fue escrita por el guitarrista de Black Sabbath Tony Iommi.